# Hofs län
Hofs län var ett slottslän i landskapet Östergötland. Det fanns sedan tiden då Sverige ingick i Kalmarunionen på 1300-talet. Länets administrativa centrum  var Hovgården, utanför Vadstena. 
Länet omfattade Dals, Lysings, Vifolka och Göstrings härad. Även Aska och Bobergs härad räknade i någon mer sen tid till länet, även om de redan 1523 bildade ett eget gemsamt fögderi som delades i två 1562. Det kvarvarande länet delades upp i två fögderier 1545 (Dals och Lysing, Gästringe och  Vifolka), och efter att även gårdslänet lagt under Vadstena slott (Vadstena län) 1571 upphörde Hofs län slutgiltigt.  
Efter länsreformen 1634 ingick området i Östergötlands län.